# Paiwan

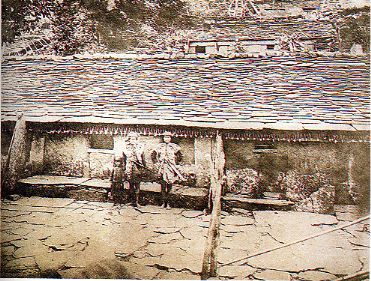
Casa paiwan fatta di lastre di pietra, antecedente al 1945

I Paiwan (caratteri cinesi: 排灣) sono un popolo di aborigeni taiwanesi, che forma il terzo gruppo tribale più ampio di indigeni di Taiwan. I Paiwan comprendono circa il 17.7% della popolazione indigena di Taiwan, con una popolazione aggiornata al 2000 di circa 70.331 individui. Circa 66.000 aborigeni parlano la lingua paiwan. 
Tipiche del popolo Paiwan sono due particolari cerimonie, chiamate Masaru e Maleveq. Il Masaru è una festa che celebra la raccolta del riso, mentre il Maleveq serve per commemorare le divinità e gli antenati.

## Storia

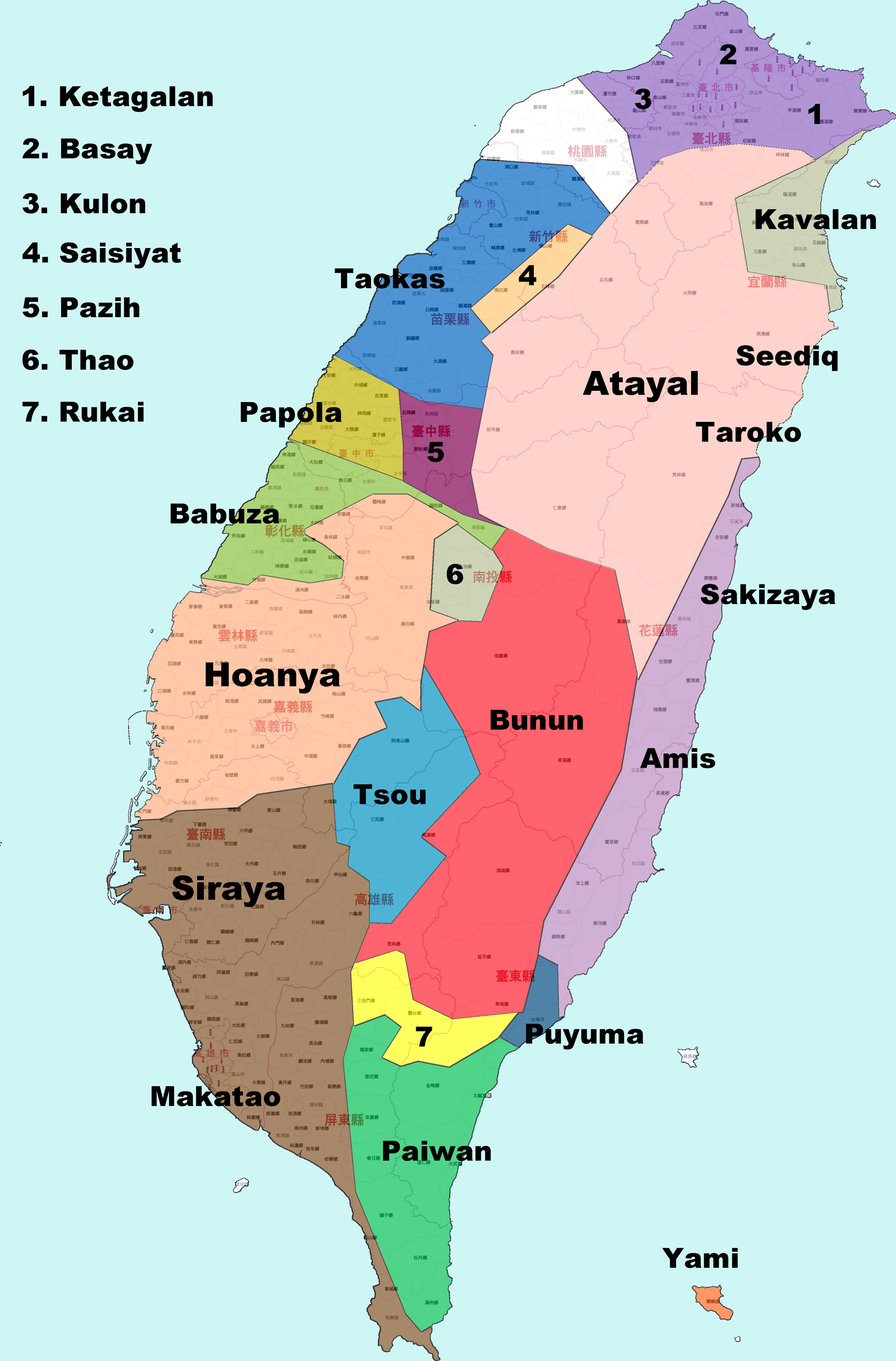
Distribuzione delle etnie indigene di Taiwan.

Una delle figure più importanti della storia Paiwan è stato il capo supremo Toketok (卓其督; 1817 - 1874), che aveva riunito sotto la sua guida 18 tribù di etnia Paiwan, e nel 1867 era riuscito a concludere un accordo formale con i leader cinesi ed occidentali. L'accordo prevedeva che i Paiwan non avrebbero attaccato le navi straniere che avrebbero attraccato nel loro territorio, in cambio dell'amnistia per un gruppo di indigeni Paiwan che aveva ucciso la ciurma nella nave Rover a marzo del 1867.
Nel 1871, un vascello proveniente da Okinawa naufragò vicino alla punta sud di Taiwan, e tutta la ciurma composta da 54 uomini fu decapitata da un gruppo di aborigeni Paiwan del villaggio di Mudan (cosiddetto incidente di Mudan). Il Giappone cercò quindi un compenso alla Cina dei Qing, ma la corte rifiutò la richiesta adducendo la scusa che gli aborigeni "selvaggi ed indomabili" (cinese tradizionale: 台灣生番; cinese semplificato: 台湾生番; pinyin: Táiwān shēngfān) non erano sotto la sua giurisdizione. Questo fatto portò alla spedizione di Taiwan del 1874, da parte dei giapponesi.